# Aenictus luteus
Aenictus luteus är en myrart som beskrevs av Carlo Emery 1892. Aenictus luteus ingår i släktet Aenictus och familjen myror.

## Underarter
Arten delas in i följande underarter:
- A. l. luteus
- A. l. moestus